# Cassian Andor
El Capitán Cassian Andor es un personaje ficticio de la franquicia Star Wars interpretado por Diego Luna en la película de 2016 Rogue One y su serie precuela Andor (2022-2025). 
Comienza su vida como huérfano en el planeta minero abandonado Kenari. Después de ser adoptado y sacado de su casa por carroñeros, crece en el planeta industrial Ferrix. Cuando era joven, contrabandeaba componentes robados de naves imperiales antes de unirse a la Alianza Rebelde. Es representado como piloto, oficial de inteligencia de la Alianza Rebelde y líder de Rogue One; una unidad rebelde que roba los planos de la Estrella de la Muerte; un arma lo suficientemente poderosa como para destruir un planeta.
El personaje ha recibido una respuesta mixta por parte de los críticos, con elogios por la actuación de Luna pero algunas críticas por la calidad de la narrativa que guía al personaje. Como primer actor principal mexicano y uno de los primeros protagonistas latinos en una película de Star Wars, su introducción en Rogue One fue considerada un hito para la representación Latinoamericana. 

## Personaje

### Creación y desarrollo
Aunque inicialmente no se llamó Cassian Andor, apareció un "personaje tipo Cassian Andor" en el tratamiento original de Rogue One escrito por John Knoll, director creativo de Industrial Light & Magic y en el primer borrador del guion escrito por Gary Whitta. El personaje fue creado como miembro de Rogue One, luego comandado por una versión de sargento de la Alianza Rebelde de Jyn Erso. La intención original era matar a todos los miembros del equipo Rogue One, incluido Cassian. Sin embargo, temiendo que Disney no permitiera el final, Knoll y Whitta escribieron que Cassian escapa de Scarif con los planos de la Estrella de la Muerte junto con Jyn y, aunque su nave es destruida por Darth Vader después de transferir los planos a la Princesa Leia, sobreviven por poco en una cápsula de escape. Whitta declaró que tener que "saltar tantos obstáculos" para asegurar la supervivencia indicaba que Cassian y Jyn debían morir en Scarif. La productora Kathleen Kennedy y Disney finalmente aprobaron el final en el que muere todo el equipo. Se creía que el objetivo principal de esta acción era que los personajes fueran finalmente reemplazados después de la película por el equipo de la trilogía original.

### Casting y representación
En mayo de 2015, se anunció que Diego Luna había sido elegido para un papel principal en Rogue One. El director Gareth Edwards quería que Cassian fuera cálido y simpático en lugar del típico héroe de acción estoico y melancólico, lo que llevó a Edwards a decidir elegir a Luna al principio del proceso de selección. Luna sintió que su elección, y la de otros actores no blancos (non-white en inglés) los papeles principales de la película, reflejaban un "enfoque moderno" y un mundo en el que "la diversidad racial y cultural de hecho nos está haciendo más ricos y más interesantes".
Luna habló en el papel con su acento mexicano nativo, una excepción para la franquicia cinematográfica, que en su mayoría ha presentado acentos estadounidenses y británicos. Luna dijo que su acento no fue un problema para los productores de la película, quienes estaban contentos con él. En una entrevista con Entertainment Weekly, afirmó que incorporó influencias culturales mexicanas en la historia de fondo del personaje. Imaginó que el personaje provendría de un entorno "marginado" como una forma de explicar su acento único en el universo de Star Wars. Dijo que esta historia de fondo resonó con el showrunner de Andor, Tony Gilroy, quien también quería explicar el acento distintivo del personaje.
También dobla los diálogos de Andor para la versión en Latinoamérica de la película, labor que repite para su serie, junto con Adria Arjona.

### Historia de fondo y desarrollo
Para Andor, Luna y los escritores de la serie buscaron expandir la historia de fondo de Cassian y explorar qué lo hizo estar dispuesto a morir para destruir la Estrella de la Muerte. Al comienzo de la serie, Cassian no está interesado en la Rebelión y generalmente es menos maduro que el personaje de Rogue One.El programa explora su transformación gradual en un líder rebelde. Según Gilroy, la primera temporada de Andor toma un carácter "completamente desilusionado y completamente egoísta" y sigue su desarrollo hasta convertirse en un rebelde comprometido a lo largo del año.Luna dijo que la serie trataba sobre "cuánto somos todos capaces de cambiar y transformar". Ha descrito al personaje como un "sobreviviente" y comentó que su disposición a matar es un síntoma de vivir bajo la opresión.
En Andor, Cassian se establece como un refugiado que fue separado de su cultura y comunidad en el planeta indígena de Kenari por el régimen opresivo del Imperio.A diferencia de la mayoría de los humanos en el universo de Star Wars, los habitantes de Kenari no hablan "Galactic Basic", el idioma común de la Galaxia, lo que explica el acento de Cassian.La serie vuelve a contar la historia previa de Cassian establecida en Star Wars: Rogue One: The Ultimate Visual Guide, que afirma que nació en Fest. En la serie, ha falsificado documentos que afirman que Fest es su lugar de nacimiento. Luna y Gilroy vieron esta historia de fondo como una forma de establecer la alienación y el resentimiento de Cassian por el Imperio. Gilroy declaró que esta historia de fondo ayudó a explicar el compromiso a sangre fría de Cassian con la Rebelión, diciendo que quería "permitir que [Cassian] hiciera algunas cosas muy desagradables en el camino y aún así no lo rechaces". El encarcelamiento repetido de Cassian a manos del Imperio también lo inspira a rebelarse, y es después de ser encarcelado en Narkina-5 que dedica su vida a resistir al Imperio.

## Apariciones

### Rogue One
Andor tuvo su primera aparición en la película de 2016, Rogue One: Una historia de Star Wars. Cassian es un hombre que había estado luchando en la Rebelión desde que tenía seis años. Es presentado estando en el Anillo de Kafrene, donde se entera de la deserción del piloto imperial Bodhi Rook y la superarma de la Estrella de la Muerte del informante rebelde Tivik, a quien mata para evitar su captura ya que no puede escapar debido a una lesión en el brazo. Más tarde, a Cassian se le ordena en secreto que encuentre y asesine al científico Galen Erso, quien fue capturado por el director Orson Krennic y obligado a ayudar a construir la Estrella de la Muerte.
Andor y su copiloto, el droide de seguridad imperial reprogramado K-2SO, lideran una misión para liberar a la hija de Galen, Jyn Erso, de la custodia imperial para que puedan ponerse en contacto con Saw Gerrera. Luego, Andor, K-2S0 y Jyn viajan a Jedha para visitar a Saw y obtener un mensaje de Galen que fue llevado por Rook; allí escapan a penas ya que Jedha es destruido como primera prueba de la Estrella de la Muerte. Más tarde, los rebeldes llegan a Eadu después de enterarse de que Galen está allí; Cassian, vacilante, elige no matarlo. En última instancia, lidera un equipo con Jyn para robar los planos de la Estrella de la Muerte en Scarif, donde se infiltra en su centro de datos imperial con Jyn y K-2SO. Después de que K-2SO se sacrifica, Jyn y Cassian obtienen los esquemas, pero son emboscados por Krennic, quien dispara a Cassian. Sin embargo, Andor se recupera y dispara y hiere a Krennic antes de que Jyn transmita con éxito los planes a las fuerzas rebeldes en órbita. La Estrella de la Muerte luego dispara sobre el planeta, matando a Cassian y Jyn mientras se abrazan.

### Andor
Luna repite su papel en Andor, una serie precuela de "thriller de espías" de acción en vivo para Disney+, que se desarrolla cinco años antes de Rogue One, y que se estrenó el 21 de septiembre de 2022. 

#### Temporada 1
En la primera temporada de Andor, se revela que Cassian era un huérfano llamado Kassa, originario de Kenari; un antiguo planeta minero abandonado por el Imperio cuyos habitantes indígenas llevan un estilo de vida tribal. Fue adoptado por los carroñeros Clem y Maarva Andor y se crio en Ferrix, un planeta cuya principal actividad es la industria pesada. A la edad de 13 años, Cassian fue testigo de cómo Clem era asesinado por los imperiales. En represalia, atacó a un grupo de soldados de asalto y fue enviado a un centro juvenil imperial durante tres años. 
Cassian más tarde comenzó a robar componentes de naves y otra tecnología valiosa del Imperio con su amiga Bix Caleen. Estas actividades llaman la atención del líder rebelde Luthen Rael. Cassian, buscado por el asesinato de dos guardias de seguridad corporativos y escapando de la cacería del joven oficial Syril Karn, accede a unirse a la operación de Luthen. Es enviado al planeta Aldhani para ayudar a un grupo de rebeldes a robar la nómina imperial almacenada allí. Después del atraco, Cassian toma su pago y regresa a Ferrix por Maarva y su droide B2EMO, pero Maarva se niega a abandonar el planeta donde creció. Ella le revela a Cassian que es una rebelde y que los informes del ataque a Aldhani la inspiraron a unirse a la causa. Cassian deja atrás Maarva a regañadientes y se va al planeta tropical Niamos.
Sin que él lo sepa, Luthen ha decidido matar a Cassian para mantener en secreto su propia participación en la rebelión, y ha enviado a Vel Sartha y Cinta Kaz, dos de las compañeras de equipo de Cassian desde Aldhani para matarlo. La supervisora de ISB, Dedra Meero, también lo está buscando porque cree que está conectado con un líder rebelde cuyo nombre en código es Axis (Eje, en español), de quien no sabe que es Luthen. Tanto el Imperio como la Rebelión plantan espías en Ferrix en un intento de atrapar a Cassian.
Mientras está en Niamos, Cassian es acosado por un droide policía que lo acusa falsamente de vandalismo. Es arrestado y sentenciado a seis años en el planeta prisión Narkina-5. Las condiciones en Narkina-5 son brutales; los presos trabajan en turnos de 12 horas construyendo componentes para una máquina desconocida, y se utilizan descargas eléctricas aplicadas a través del piso de metal para mantenerlos en línea. Después de que se revela que ninguno de los prisioneros será liberado y que la prisión electrocutó a cien hombres, Cassian pone en marcha su plan de escape. Él y su compañero de prisión Kino Loy lideran un intento de fuga masiva que libera a los cinco mil prisioneros y llega a tierra firme junto con Ruescott Melshi
Al regresar a Niamos, intenta llamar a Ferrix y se entera de que Maarva murió mientras estaba en prisión. Luthen viaja a Ferrix una vez que se entera de esto, ya que cree que Cassian regresará allí. A pesar del peligro que implica regresar, Cassian decide visitar Ferrix para el funeral de Maarva. Se entera de que Bix ha sido torturada y encarcelada en el cuartel general imperial improvisado en Ferrix y la rescata mientras la gente de Ferrix organiza una rebelión local. Después de asegurarse de que Bix, B2EMO y su amigo Brasso puedan escapar con seguridad de Ferrix, va a la nave de Luthen y lo enfrenta. En lugar de matarlo, Luthen accede a llevarlo de regreso a la Rebelión.

#### Temporada 2
Un año después, Cassian trabaja activamente en misiones para Luthen mientras vive con Bix, Brasso y Wilmon Paak en Mina-Rau; en una de sus misiones, se hace pasar por un piloto de pruebas imperial para robar el prototipo de una nueva nave imperial, el TIE Avenger. Al intentar una entrega en un planeta selvático, es emboscado por una banda rebelde de guerrilleros en disputa, la Brigada Maya Pei, siendo prisionero y observando cómo se desintegran. En una distracción, Cassian logra escapar del planeta (Yavin IV) y entabla comunicación con Kleya, la asistente de Luthen que le informa que Mina-Rau se ha incomunicado debido a una revisión que oficiales imperiales hacen en el lugar. Logra llegar a tiempo para salvar a Bix y Wilmon de ser descubiertos pero no logra evitar que Brasso muera en la lucha, abandonando el planeta. 
Cassian y Bix pasan todo ese año trabajando en misiones instalándose en Coruscant, aunque enfrentan problemas dado a desacuerdos en ciertas decisiones en esas misiones, así como trata de ayudar a Bix a superar el trauma que le dejó las torturas que sufrió en Ferrix. Así, Cassian, a regañadientes, es enviado por Luthen al planeta Ghorman, donde un grupo de rebeldes han comenzado a organizarse debido a que el Imperio ha iniciado operaciones de extracción de mineral y la instalación de una armería. Andor contacta con los rebeldes y descubre que planean interceptar un cargamento de armas, pero los considera demasiado inexpertos y desbarata el plan. Se lo informa a Luthen, pero desestima sus observaciones, aunque entran en conflicto cuando se entera que Luthen visitó a Bix para que regrese a la acción, aun sin superar su trauma. Tras una conversación entre ambos, acuerdan realizar su misión: encontrar al Dr. Gorst, el Imperial que torturó a Bix y usar su propio dispositivo de tortura contra él antes de explotar el edificio donde trabaja.
Para el año siguiente, Cassian y Bix se instalan en Yavin IV, al igual que una avanzada rebelde que la establece como base de operaciones. A su pesar de dejar sola otra vez a Bix y de que la misión provenga de Luthen, es invitado por Wilmon a regresar a Ghorman, en una situación más tensa políticamente, a matar a Dedra, quien supervisa las operaciones imperiales. Al día siguiente de su llegada, es testigo de una gran protesta de los ghormanos, que aprovecha el Imperio para efectuar una masacre que deja miles de muertos; Cassian ayuda a los rebeldes ghormanos a defenderse y fija su misión con Dedra, pero es interceptado por Syril, teniendo una feroz pelea que termina cuando Syril, en shock cuando Cassian no lo reconoce, es asesinado por Carro Rylanz, el líder rebelde de Ghorman. Mientras escapa con Wilmon, son salvados del ataque de un droide de seguridad KX con un transporte blindado. Cassian lo trae consigo mientras Wilmon se queda para ayudar a los ghormanos. Aún conmocionado por la masacre, es asignado por Luthen a rescatar a la senadora Mon Mothma, quien dará un discurso culpando al Emperador por los eventos de Ghorman, enterado de que el equipo del senador Bail Organa, originalmente destinado a sacarla, tiene a un infiltrado imperial. Cassian logra sacarla del Senado tras matar a su chófer y al miembro corrupto del equipo de Organa. Mon se queda para posicionarse públicamente con los rebeldes de Yavin mientras Cassian acompaña a un Wilmon herido de regreso a Yavin. Perturbado, Cassian decide abandonar la Rebelión y comenzar una nueva vida con Bix, pero ella se marcha por la noche, diciéndole que debe quedarse con la Rebelión para ayudarlos a ganar y que lo encontrará de nuevo una vez que la Rebelión triunfe.
En los días previos a la Batalla de Yavin, Cassian recibe una llamada de socorro de la red de comunicación secreta de Luthen. Al llegar a Coruscant con K-2SO y Melshi, Cassian encuentra a Kleya, escondida en una casa segura. Kleya relata que Luthen había descubierto que el Imperio estaba desarrollando una superarma justo antes de que Meero cerrara el operativo de Luthen; y que Luthen se suicidó con su ayuda para proteger su descubrimiento. Cassian y Melshi escoltan a Kleya a un lugar seguro, con la ayuda de K-2SO neutralizando a los soldados imperiales. Al regresar a Yavin IV, Cassian es confinado en sus aposentos por el general Draven ya que su misión de rescate no era autorizada. El consejo de la Alianza Rebelde duda del informe de Cassian sobre una superarma imperial, con Mothma abogando por su confianza en Cassian y en Luthen. Draven recibe un mensaje del informante rebelde Tivik, solicitando a Cassian que se reúna con él en persona; corroborando la información de Luthen sobre el proyecto de armas imperiales. Mientras Cassian abandona Yavin IV con K-2SO para reunirse con Tivik, se revela a la audiencia que Bix ha regresado a Mina-Rau, donde vive a salvo con B2EM0, sosteniendo en brazos a un hijo de ella y Cassian.

### Trabajos relacionados y merchandising
Cassian aparece en la novelización cinematográfica de Rogue One de Alexander Freed. También aparece en Star Wars: Secrets of the Empire, una experiencia de realidad virtual producida por ILMxLAB y The VOID para Disneyland Resort y Walt Disney World; Diego Luna repite su papel como Cassian para brindar información sobre la misión y entregar órdenes a lo largo de la experiencia.

## Recepción
Justin Chang de Los Angeles Times elogió el "carisma de piedra" de Luna, pero Ann Hornaday de The Washington Post escribió que "la fea voz suave de Luna es particularmente inadecuada para interpretar a un libertino aventurero". Al elogiar a Felicity Jones en el papel de Jyn Erso, Chris Nashawaty escribió en Entertainment Weekly : "Desearía que Luna tuviera un poco más de personalidad, un poco más de la arrogancia de Han Solo, para igualarla".
La represalia del personaje en Andor recibió críticas mixtas de los críticos, y algunos consideraron que su narrativa era la parte más débil de una serie en su mayoría bien recibida. Joshua Rivera elogió el crecimiento del personaje en una reseña de la primera temporada de Polygon, escribiendo que "Cassian está huyendo de la persona que sabemos que se convierte en Rogue One, y a pesar de un fuerte sentido de autoconservación, él no es la isla en la que se encuentra y desearía poder serlo".Roxana Hadadi de Vulture elogió la historia ampliada del personaje y la actuación de Luna. Ella escribió que "el Andor emocionantemente realizado nos sumerge en esa agitación temprana a través del rostro mercurial de Luna".